# Zwartringbrilvogel
De zwartringbrilvogel (Zosterops emiliae synoniem Chlorocharis emiliae) is een zangvogel uit de familie van de brilvogels. De vogel werd in 1888 door Richard Bowdler Sharpe als aparte soort in het geslacht Chlorocharis beschreven, maar volgens in 2018 gepubliceerd DNA-onderzoek geplaatst in Zosterops. Het is een endemische vogel van Borneo.

## Kenmerken
De zwartringbrilvogel wijkt sterk af van de andere brilvogels die meestal een witte rand om het oog hebben. Bij de zwartringbrilvogel is deze ring zwart en loopt het zwart door tot de snavel. De vogel is 14 cm lang, van boven donker olijfgroen gekleurd en de oorstreek is geel. De iris is geelbruin en de snavel oranjegeel en de poten zijn geel.

## Leefwijze
Het is een opvallende vogel die in kleine groepjes foerageert op bessen en insecten en heen en weer vliegt waarbij de vleugels een snorrend geluid maken.

## Verspreiding en leefgebied
Deze vogel komt voor op Borneo en is daar standvogel in struikachtige vegetaties en het nevelwoud op meer dan 1600 m boven de zeespiegel in onder meer het nationale park Gunung Kinabalu en andere montane gebieden die liggen in Sabah, Sarawak en het grensgebied met Kalimantan (Indonesië). Boven de 3000 m is het de meest voorkomende vogel in deze berggebieden.
De soort telt vier ondersoorten:
- Z. e. emiliae: Mount Tambuyukon en Mount Kinabalu (Sabah).
- Z. e. trinitae: Mount Trusmadi (Sabah).
- Z. e. fusciceps: noordoostelijk Sarawak.
- Z. e. moultoni: centraal en westelijk Sarawak.

## Status
De vogel heeft een redelijk groot verspreidingsgebied en daardoor is de kans op uitsterven gering. De grootte van de populatie is niet gekwantificeerd. Binnen het bestaande leefgebied is de vogel nog algemeen, maar hij gaat achteruit in aantal. Het tempo van achteruitgang ligt onder de 30% in tien jaar (minder dan 3,5% per jaar). Om deze redenen staat deze brilvogel als niet bedreigd op de Rode Lijst van de IUCN.